# سيريل جيلارد
سيريل جيلارد (بالفرنسية: Cyril Gaillard)‏ هو متزحلق فرنسي، ولد في 20 يناير 1986 في غرونوبل في فرنسا.

## وصلات خارجية
- سيريل جيلارد على موقع الاتحاد الدولي للتزلج (التزلج الريفي) (الإنجليزية)
- سيريل جيلارد على موقع اللجنة الأولمبية الدولية (الإنجليزية)
- سيريل جيلارد على موقع أوليمبيديا (الإنجليزية)
- سيريل جيلارد على موقع اللجنة الأولمبية الفرنسية (مؤرشف) (الفرنسية)